# Jamal Lowe
Jamal Akua Lowe (* 21. Juli 1994 in London) ist ein englisch-jamaikanischer Fußballspieler. Er wird als Flügelstürmer eingesetzt, steht beim AFC Bournemouth unter Vertrag und ist für die Saison 2023/24 an Swansea City ausgeliehen. Seit 2021 spielt Lowe zudem für die jamaikanische Fußballnationalmannschaft.

## Vereine

### FC Barnet und mehrere Stationen im unterklassigen Amateurbereich
Jamal Lowe begann seine Spielerkarriere beim FC Barnet aus seiner Heimatstadt London. Er debütierte für Barnet am 25. August 2012 bei einer 1:3-Niederlage gegen York City. Insgesamt bestritt er bis zum Saisonende der Football League Two 2012/13 acht Ligaspiele für seinen Verein, der als Tabellenvorletzter aus der vierten Liga abstieg. In den anschließenden beiden Spielzeiten bestritt er lediglich fünf Spiele in der fünftklassigen National League. Mehr Spielpraxis sammelte er in dieser Zeit auf Leihbasis bei Vereinen aus der sechsten und siebten Liga. Aufgrund der mangelnden Perspektive beim FC Barnet wechselte der 20-Jährige im Januar 2015 zum Sechstligisten FC St Albans City.

### FC Portsmouth und Wigan Athletic
Nach zwei weiteren Stationen bei Vereinen im unterklassigen Amateurfußball konnte Jamal Lowe im Verlauf der Saison 2016/17 mit seinen guten Leistungen den Viertligisten FC Portsmouth auf sich aufmerksam machen. Ende Oktober 2016 gab der Verein die Verpflichtung des Flügelstürmers mit Wirkung ab Januar 2017 bekannt. In der Rückrunde der EFL League Two 2016/17 erzielte er vier Treffer in vierzehn Ligapartien und gewann mit seiner neuen Mannschaft die Meisterschaft und sicherte sich damit den Aufstieg in die dritthöchste englische Spielklasse. Auch in der EFL League One 2017/18 fand sich Lowe (44 Spiele / 6 Tore) gut zurecht, avancierte zum Stammspieler in Portsmouth und erreichte mit dem Aufsteiger einen guten achten Tabellenplatz. Diese Leistung konnte er in der folgenden Spielzeit noch steigern und fünfzehn Treffer in der dritten Liga erzielen. Der FC Portsmouth erreichte in seinem zweiten Drittligajahr als Tabellenvierter die Aufstiegs-Play-offs, scheiterte dort jedoch im Halbfinale am AFC Sunderland. Jamal Lowe wurde am Saisonende ins PFA Team of the Year und damit der Mannschaft des Jahres der dritten Liga gewählt.
Am 1. August 2019 wechselte der 25-Jährige zu Wigan Athletic und unterschrieb einen Dreijahresvertrag beim Zweitligisten. Bei seiner neuen Mannschaft traf er auf Trainer Paul Cook, der ihn im Januar 2017 zum FC Portsmouth geholt hatte. In seiner ersten Spielzeit in der zweiten Liga erzielte Lowe sechs Tore in der EFL Championship 2019/20 und kam in allen Ligapartien zum Einsatz. Da Wigan Athletic im Saisonverlauf Insolvenz angemeldet hatte, wurden dem Verein zwölf Punkte abgezogen, was zum Abstieg in die dritte Liga führte. 

### Swansea City und AFC Bournemouth
Infolgedessen verließ Jamal Lowe den Verein nach der Saison und unterschrieb am 27. August 2020 für drei Jahre beim Zweitligisten Swansea City. Für sein neues Team entwickelte er sich schnell zum Leistungsträger und wurde mit vierzehn Toren in der EFL Championship 2020/21 zweitbester Torschütze seiner Mannschaft hinter André Ayew (16 Treffer). Zudem gehörte er zu den zehn besten Torjägern der zweiten Liga. Swansea erreichte als Tabellenvierter die Aufstiegs-Play-offs und setzte sich im Halbfinale gegen den FC Barnsley durch. Im Finale scheiterte der Verein jedoch mit 0:2 am FC Brentford und verpasste damit den Aufstieg in die Premier League.
Nach nur einem Jahr in Swansea entschied sich Lowe Ende August 2021 zu einem erneuten Vereinswechsel und unterzeichnete einen Zweijahresvertrag beim ebenfalls in der EFL Championship spielenden Verein AFC Bournemouth. Mit seinem neuen Team schaffte Lowe (34 Ligaspiele / 7 Tore) den direkten Wiederaufstieg in die Premier League. Dort reduzierten sich seine Einsätze deutlich und er wechselte in der Folge auf Leihbasis wieder in die zweite Liga zu den Queens Park Rangers. Im Sommer 2023 folgte per Leihe die Rückkehr zu Swansea City.

## Jamaikanische Nationalmannschaft
Der aufgrund seiner Abstammung für Jamaika spielberechtigte Jamal Lowe wurde im März 2021 erstmals in die jamaikanische Fußballnationalmannschaft berufen. Am 25. März 2021 bestritt er sein erstes Länderspiel für Jamaika und konnte bei einer 1:4-Niederlage im Freundschaftsspiel gegen die US-amerikanische Fußballnationalmannschaft direkt sein erstes Tor erzielen. Im Oktober 2021 folgten zwei weitere Einsätze in der Qualifikation für die Fußball-Weltmeisterschaft 2022.